# Céline Sallette
Céline Sallette (Bordeaux, 25 de abril de 1980) é uma atriz francesa.